# 7681 Chenjingrun
7681 Chenjingrun eller 1996 YK2 är en asteroid i huvudbältet som upptäcktes den 24 december 1996 av Beijing Schmidt CCD Asteroid Program vid Xinglong-observatoriet. Den är uppkallad efter den kinesiska matematikern Chen Jingrun.
Asteroiden har en diameter på ungefär 9 kilometer.